# Isolante topologico

Una struttura a bande idealizzata di un isolante topologico. Il livello di Fermi cade all'interno dello spazio fra le bande che è attraversato dagli stati superficiali protetti topologicamente.

Un isolante topologico è un materiale che internamente si comporta come un isolante elettrico ma che sulla superficie manifesta stati conduttivi.
All'interno di un isolante topologico, la struttura elettronica a bande è simile a quella di un comune isolante a bande con il livello di Fermi che sta fra la banda di conduzione e quella di valenza. Sulla superficie di un isolante topologico esistono degli stati speciali che ricadono all'interno del bulk energy gap e permettono che si manifesti sulla superficie una conduzione di tipo metallico. I portatori di carica in questi stati superficiali hanno lo spin perpendicolare al loro momento (spin-momentum locking). Ad una data energia i soli stati elettronici disponibili hanno spin differenti così che lo "U"-turn scattering è fortemente ridotto e la conduzione sulla superficie è soprattutto di tipo metallico. Gli isolanti topologici non interagenti sono caratterizzati da un indice (detto invariante topologico Z2) simile al genere usato in topologia.
Gli stati di conduzione "protetti" sulla superficie sono richiesti dalla simmetria temporale e dalla struttura elettronica delle bande del materiale. Lo stato non può essere rimosso con un processo di passivazione se non rompe la simmetria temporale. Formalmente un isolante topologico è definito come uno stato SPT (simmetry protected topological order) protetto dalla conservazione del numero di particelle e dalla simmetria temporale.

## Previsione teorica e sua conferma
Gli stati di bordo protetti dalla simmetria temporale (ma non protetti topologicamente) sono stati previsti nei pozzi quantici (strati molto sottili) di tellururo di mercurio interposti fra strati di tellururo di cadmio (l'inversione di banda nell'Hg(Cd)Te è stata descritta per la prima volta nel 1986 da Pankratov ed i suoi collaboratori), ed osservati nel 2007. Nel 2007 è stato previsto che si verificassero all'interno di composti binari di bismuto. Esiste un "forte isolante topologico" tridimensionale che non può essere ridotto a copie multiple dell'effetto Hall quantistico. Il primo isolante topologico tridimensionale realizzato sperimentalmente è stato scoperto nell'antimoniuro di bismuto. Poco dopo stati superficiali protetti topologicamente sono stati osservati nell'antimonio puro, nel seleniuro di bismuto, nel tellururo di bismuto e nel tellururo di antimonio utilizzando ARPES. Si ritiene che molti semiconduttori della grande famiglia dei materiali di Heusler presentino stati superficiali topologici. In alcuni di questi materiali il livello di Fermi può ricadere sia nella banda di conduzione che in quella di valenza a causa dei difetti che si possono presentare naturalmente; in questi casi questo deve essere spinto nel bulk gap mediante drogaggio o mediante gating. Gli stati superficiali di un isolante topologico tridimensionale sono un nuovo tipo di 2DEG (two dimensional electron gas, gas elettronico bidimensionale) dove lo spin degli elettroni è collegato al momento lineare.
Nel 2012 alcuni gruppi di ricercatori hanno diffuso alcune bozze di articoli nelle quali sembra che l'esaboruro di samario abbia le proprietà di un isolante topologico in accordo con le prime previsioni teoriche.

## Proprietà ed applicazioni
Gli stati della superficie topologica differiscono da quelli dell'effetto Hall quantistico a causa del legame fra lo spin e il momento. La relazione fra lo spin e il momento permette agli stati delle superfici topologiche di ospitare fermioni di Majorana se la superconduttività è indotta sulla superficie degli isolanti topologici mediante effetti di prossimità. La non banalità degli isolanti topologici è sancita dall'esistenza di un gas di fermioni di Dirac elicoidali. Un fermione di Dirac elicoidale, che si comporta come una particella relativistica senza massa, è stato osservato in un isolante topologico tridimensionale.
Gli invarianti topologici Z2 non possono essere misurati usando i tradizionali metodi di trasporto come la conduttanza di spin Hall e il trasporto non è quantizzato in base agli invarianti Z2. Un metodo sperimentale per misurare gli invarianti topologici Z2 fornisce una misura dell'ordine topologico Z2 (il termine ordine topologico Z2 è stato utilizzato anche per descrivere l'ordine topologico nella nuova teoria di gauge Z2 scoperta nel 1991).
Gli elettroni di Dirac, componenti fondamentali dei materiali topologici, sono stati isolati per la prima volta nel 2024, a una pressione barometrica 12 000 volte più alta di quella media della Terra. A 100 K le traiettorie diventavano nitidamente coniche.